# Rubus wirralensis
Rubus wirralensis är en rosväxtart som beskrevs av Newton. Rubus wirralensis ingår i släktet rubusar, och familjen rosväxter. Inga underarter finns listade i Catalogue of Life.